# Esteban Ocon
Esteban José Jean-Pierre Ocon-Khelfane (Évreux, 17 settembre 1996) è un pilota automobilistico francese attivo in Formula 1 con la Haas.
Vincitore del campionato GP3 nel 2015, è stato attivo in Formula 1 dal 2016 al 2018 con Manor e Force India, passando poi nel 2020 alla guida della Renault. Dal 2021 fino al 2024 è stato pilota ufficiale Alpine, mentre dal 2025 è pilota Haas.
Nel Gran Premio del Belgio 2016 è diventato, a 19 anni e 345 giorni, il più giovane francese a partecipare ad una gara di Formula 1; poi quando nel 2017 è stato assunto dalla Force India è diventato il più giovane francese a concludere una gara a punti nella massima categoria, Gran Premio d'Australia 2017.
Il suo numero di gara è il 31.

## Carriera

### Karting (2006-2011)
Ocon iniziò a gareggiare nel karting nel 2006, anno nel quale concluse ottavo il Campionato minore francese, vinto invece l'anno seguente. Continuò la sua striscia di vittorie nel 2008 vincendo il Campionato Cadetti francese, prima di spostarsi sulla scena internazionale nel 2009. Passò quindi nella categoria KF3, rimanendovi fino alla fine del 2011, quando vinse il titolo francese di KF3 e finì secondo nel WSK Euro Series.

### Le formule minori (2012-2015)
Nel 2012 Ocon fece il suo debutto sulle monoposto, prendendo parte alla Eurocup Formula Renault 2.0 con la Koiranen Motorsport. Finì quattordicesimo arrivando a punti quattro volte, compreso un podio al suo Gran Premio di casa al Paul Ricard. Disputò, inoltre, parte del campionato di Formula Renault 2.0 Alps con la Koiranen, finendo settimo con due podi, entrambi conquistati al Red Bull Ring. 

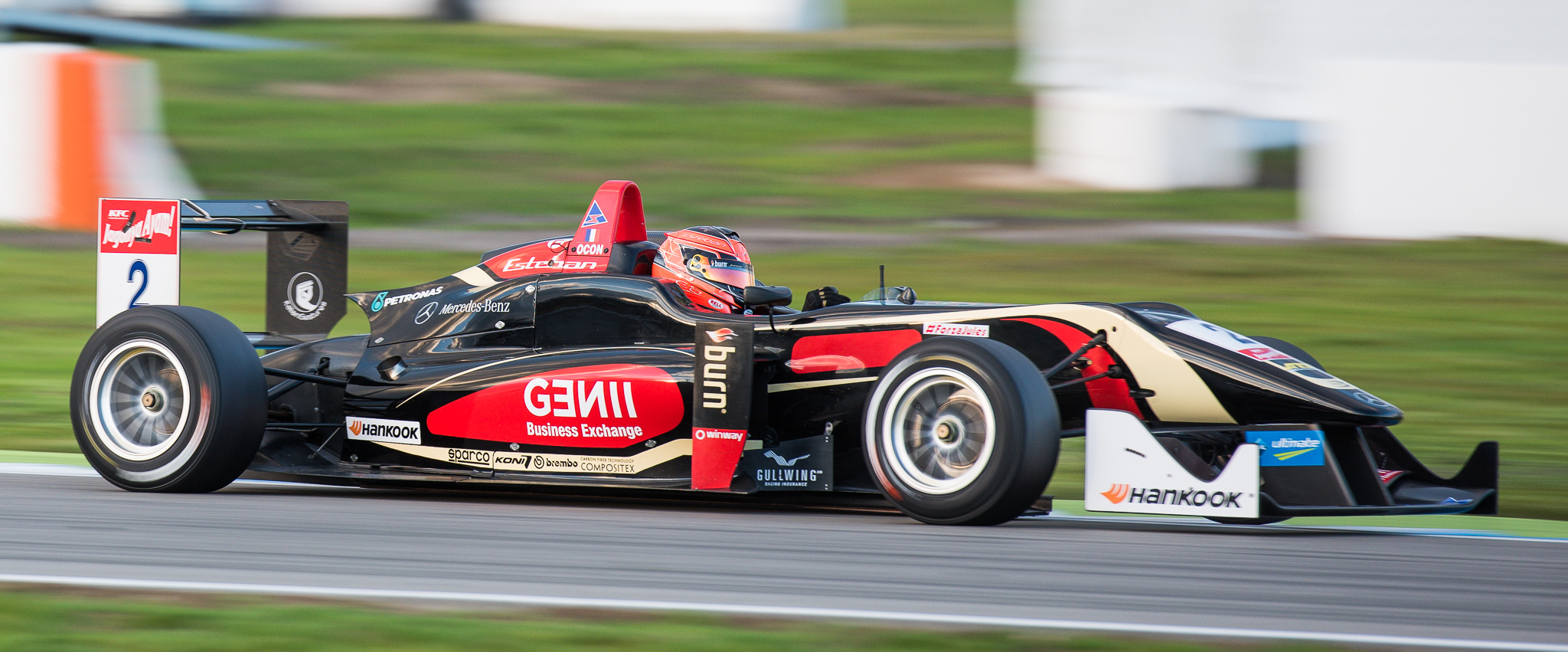
Esteban Ocon in F3 - Hockenheimring 2014.

Nel 2013 Ocon decise di spostarsi all'ART Junior Team. Conquistò tre podi, compresa la sua prima vittoria a Le Castellet, concludendo la stagione al terzo posto della classifica generale. Lo stesso anno Ocon fece il suo debutto in Formula 3 al Gran Premio di Macao, correndo per la Prema Powerteam. Nel 2014 continuò la sua collaborazione con il team Prema disputando il campionato di F3 europea, nel quale conquistò la vetta della classifica sin dalla prima gara a Silverstone per poi vincere il campionato con un turno d'anticipo. Sempre lo stesso anno fece la propria apparizione nella Formula Renault 3.5 Series, disputando le corse all'Hungaroring e al Circuito Paul Ricard.
Ocon non riuscì a raggiungere il budget minimo per trovare un sedile in GP2 o in Formula Renault 3.5, rischiando seriamente di rimanere appiedato; solo grazie alla “borsa di studio” offerta dalla Pirelli al campione in carica della F3 Europea, Ocon poté partecipare al campionato di GP3 con il team ART Grand Prix. Ocon si aggiudicò la vittoria nel campionato dopo un serrato confronto con l'italiano Luca Ghiotto, conquistando 14 podi, ma una sola vittoria.

### DTM

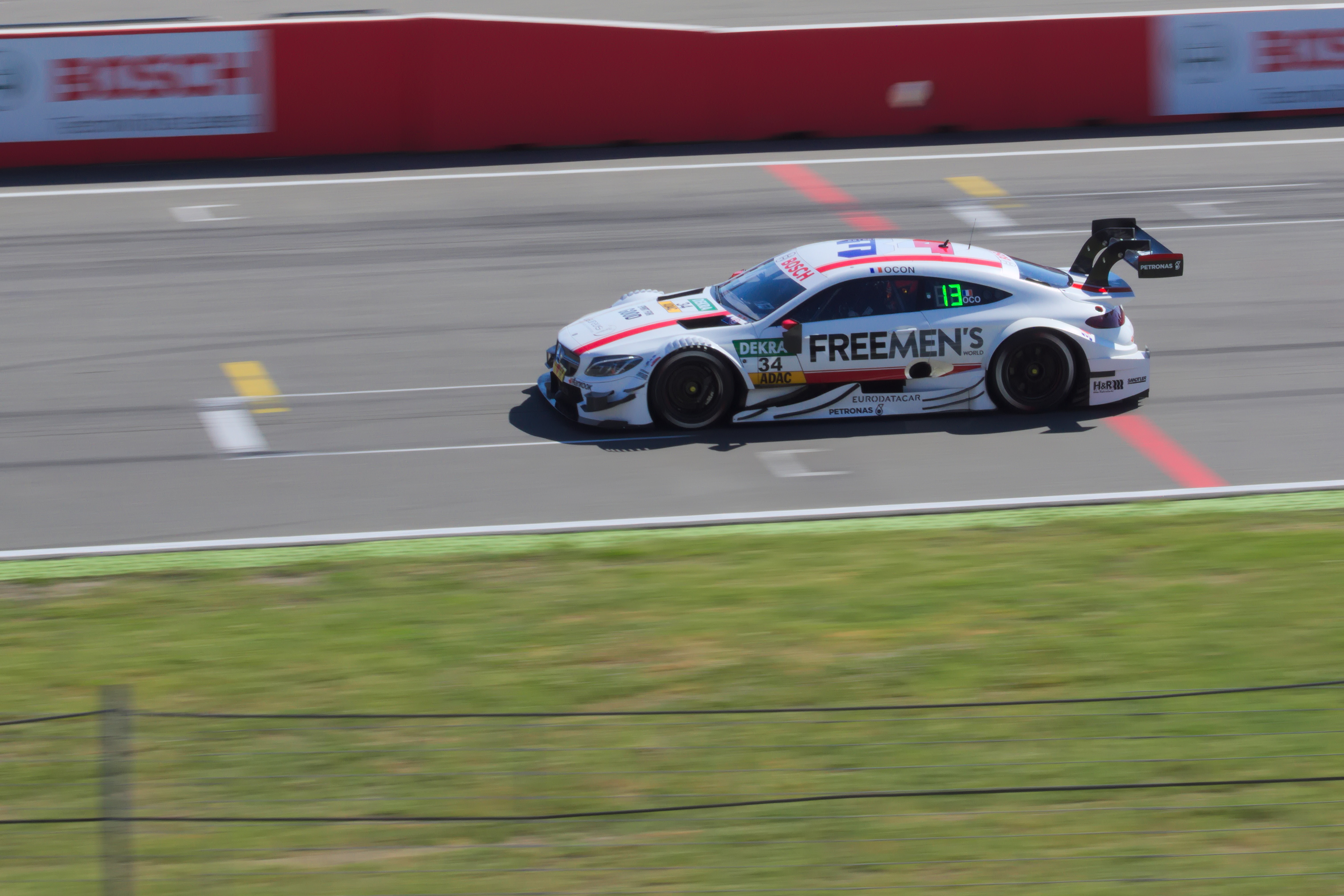
Ocon nel DTM nel 2016.

Il 10 febbraio 2016 la Mercedes annunciò che Ocon avrebbe corso nella stagione 2016 del DTM, impegno che si aggiunse a quello di terzo pilota in Renault. Ocon prese quindi il posto di Pascal Wehrlein, campione DTM 2015, che era stato ingaggiato dalla Manor Racing in Formula 1 per la nuova stagione.
La stagione nel DTM fu piuttosto avara di soddisfazioni per il pilota francese, che nei primi cinque appuntamenti della stagione colse appena due punti. In seguito, Ocon abbandonò il campionato, essendo stato chiamato dalla Manor a sostituire Rio Haryanto.

### Formula 1
Ocon ebbe il primo contatto con la Formula 1 il 21 novembre 2014, quando prese parte alla prima sessione di prove libere del Gran Premio di Abu Dhabi guidando per la Lotus. La collaborazione con la scuderia inglese, tuttavia, non andò a buon fine.
Prima del suo esordio in GP3 nel 2015, la Mercedes annunciò di aver inserito Ocon nel proprio programma per giovani piloti, assegnandogli anche la posizione di pilota di riserva per il DTM. A maggio Ocon prese parte ai test per giovani piloti organizzata sul circuito di Barcellona, sostituendo l'indisposto Pascal Wehrlein al volante della Force India.

#### 2016: Il debutto con la Manor

##### 2016

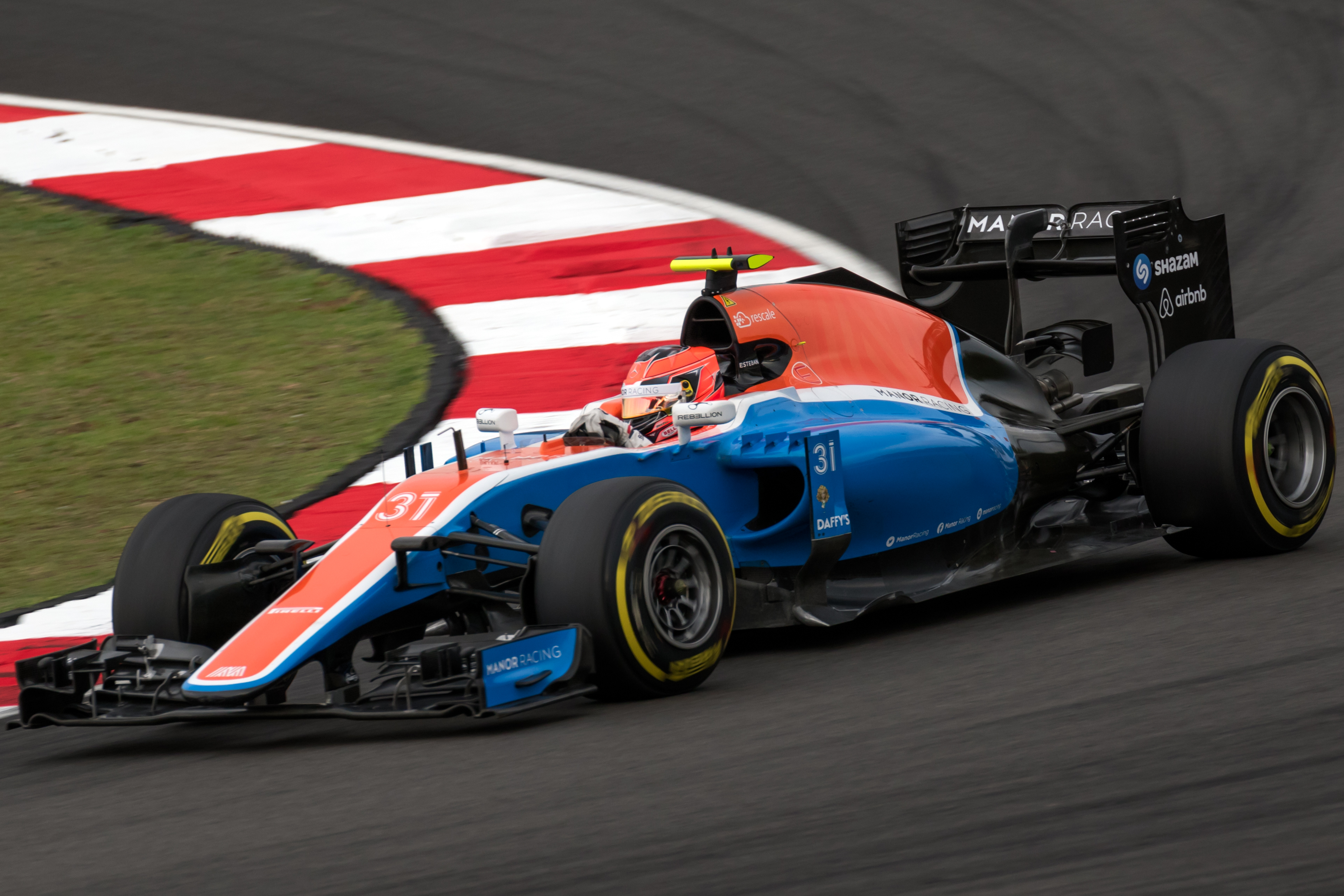
Esteban Ocon durante la Q1 del Gran Premio di Malesia 2016.

La Mercedes rinnovò l'appoggio ad Ocon anche per la stagione 2016. A febbraio 2016, la Renault lo ufficializzò come terzo pilota per la stagione, con un accordo di prestito con la scuderia tedesca.
Durante l'anno provò la Renault RS16 nelle prime prove libere dei Gran Premi di Spagna, Gran Bretagna, Germania e Ungheria e durante i test seguenti al Gran Premio stesso.
Il 10 agosto 2016 fu annunciato il suo ingaggio come pilota ufficiale con la Manor già a partire dal Gran Premio del Belgio. Il pilota francese sostituì Rio Haryanto, escluso dalla scuderia dati gli scarsi risultati e a causa del mancato appoggio dei suoi sponsor.
Ocon giunse al traguardo in tutte le gare a cui prese parte. Nel penultimo Gran Premio della stagione, in Brasile, Ocon sfruttò lo svolgimento caotico della corsa, interrotta a più riprese per la pioggia, per risalire fino all'ottava posizione; decimo a due tornate dal termine, il pilota francese fu superato da Fernando Alonso e Valtteri Bottas, chiudendo dodicesimo e fuori dai punti. Questo piazzamento rimase, comunque, il suo miglior risultato stagionale.

#### 2017-2018: Force India

##### 2017

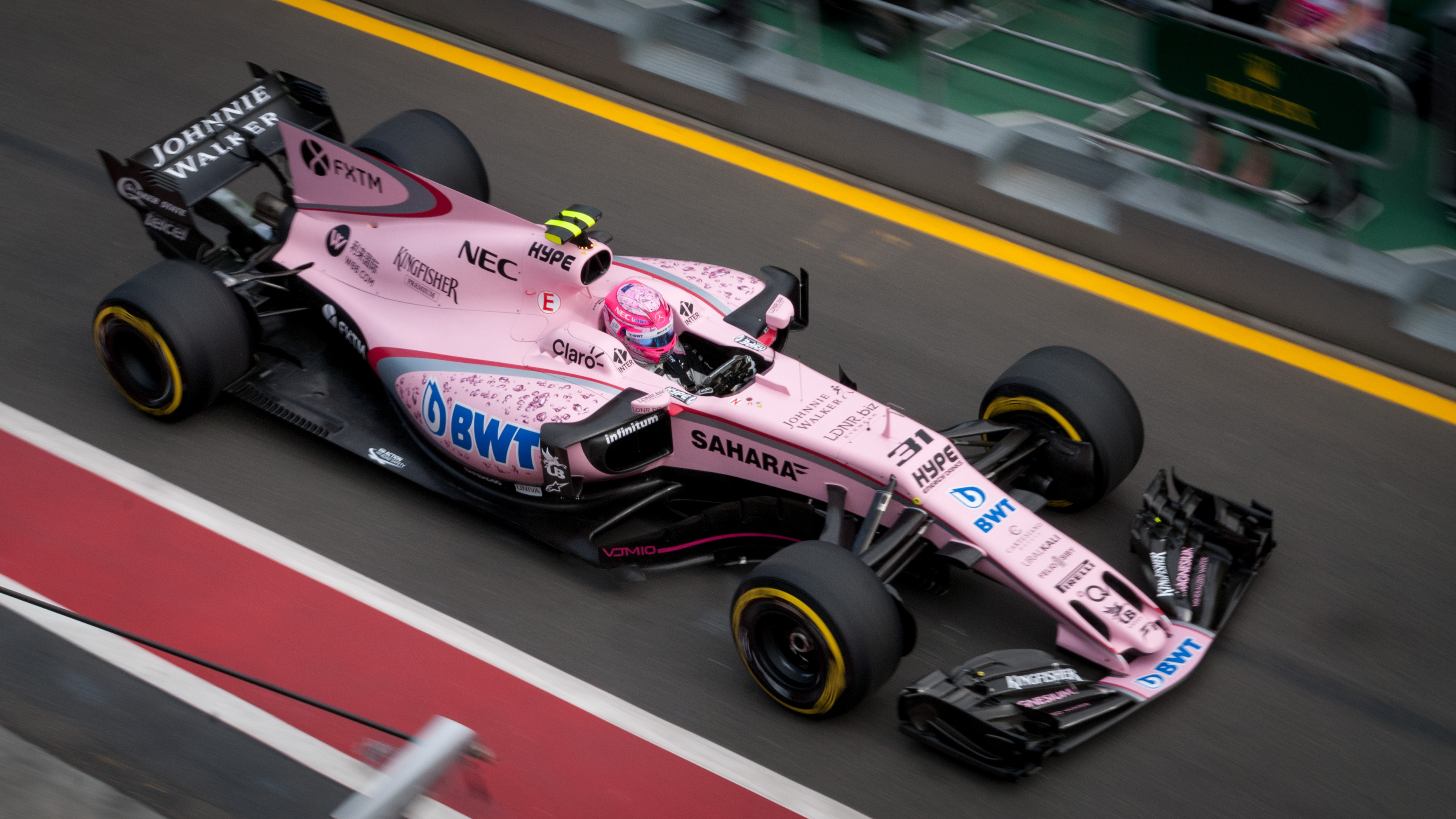
Esteban Ocon al Gran Premio del Canada 2017.

Il 10 novembre 2016 la Force India annunciò l'ingaggio di Ocon per la stagione seguente, come compagno di squadra di Sergio Pérez.
Il pilota francese andò a punti al debutto con la nuova scuderia, tagliando il traguardo in decima posizione nel Gran Premio d'apertura in Australia. Ocon ripeté il risultato in Cina e Bahrein, cogliendo poi un settimo posto in Russia e un quinto in Spagna, migliore risultato della stagione poi bissato in Messico. A Monaco Ocon ebbe una battuta d'arresto, venendo eliminato nella prima fase delle qualifiche e tagliando il traguardo in dodicesima posizione dopo una gara trascorsa nelle retrovie.
Il pilota francese si rifece nel successivo Gran Premio del Canada, che chiuse in sesta posizione. La gara canadese segnò, tuttavia, l'inizio di un periodo di tensione con Pérez: nella seconda metà di gara, mentre i due erano in lotta con Daniel Ricciardo per la terza posizione, il pilota messicano si rifiutò di far passare Ocon, che disponeva di pneumatici più efficienti. I due piloti della Force India non riuscirono a sopravanzare Ricciardo e subirono poi la rimonta di Sebastian Vettel, dal quale vennero superati entrambi. Le tensioni si acuirono nel Gran Premio d'Azerbaigian, nel quale Ocon e Pérez vennero nuovamente a contatto mentre si trovavano nelle posizioni a ridosso del podio. Ocon riuscì comunque a tornare in gara e rimontare fino alla sesta posizione finale.
Ocon giunse a punti anche nelle tre gare seguenti, disputate in Austria, Gran Bretagna e Ungheria. In Belgio il pilota francese ebbe nuovamente dei contrasti col compagno di squadra: dopo un contatto senza conseguenze nelle prime fasi di gara, i due si scontrarono una seconda volta nella velocissima Eau Rouge. Come in Azerbaigian, Pérez ebbe la peggio, dovendosi ritirare per le conseguenze dell'incidente, mentre Ocon riuscì a tagliare il traguardo in nona posizione, continuando la sua serie utile. Quest'ultimo episodio spinse la scuderia a minacciare i piloti di sospenderli per una gara se si fossero verificati ulteriori contatti. Al Gran Premio d'Italia Ocon ottenne un'ottima terza posizione nelle qualifiche sotto la pioggia. In gara, nonostante in partenza avesse guadagnato la seconda posizione, non riuscì a concludere a podio, ottenendo comunque un sesto posto.
Ocon continuò a segnare punti anche nelle gare successive, bissando il proprio miglior risultato stagionale (quinto) nel Gran Premio del Messico. La sua serie di piazzamenti utili si interruppe in Brasile, dove il pilota della Force India subì il primo ritiro della sua carriera in Formula 1 in seguito a una collisione con Romain Grosjean. Nel conclusivo Gran Premio di Abu Dhabi Ocon giunse ottavo, chiudendo la stagione in ottava posizione assoluta con 87 punti.

##### 2018

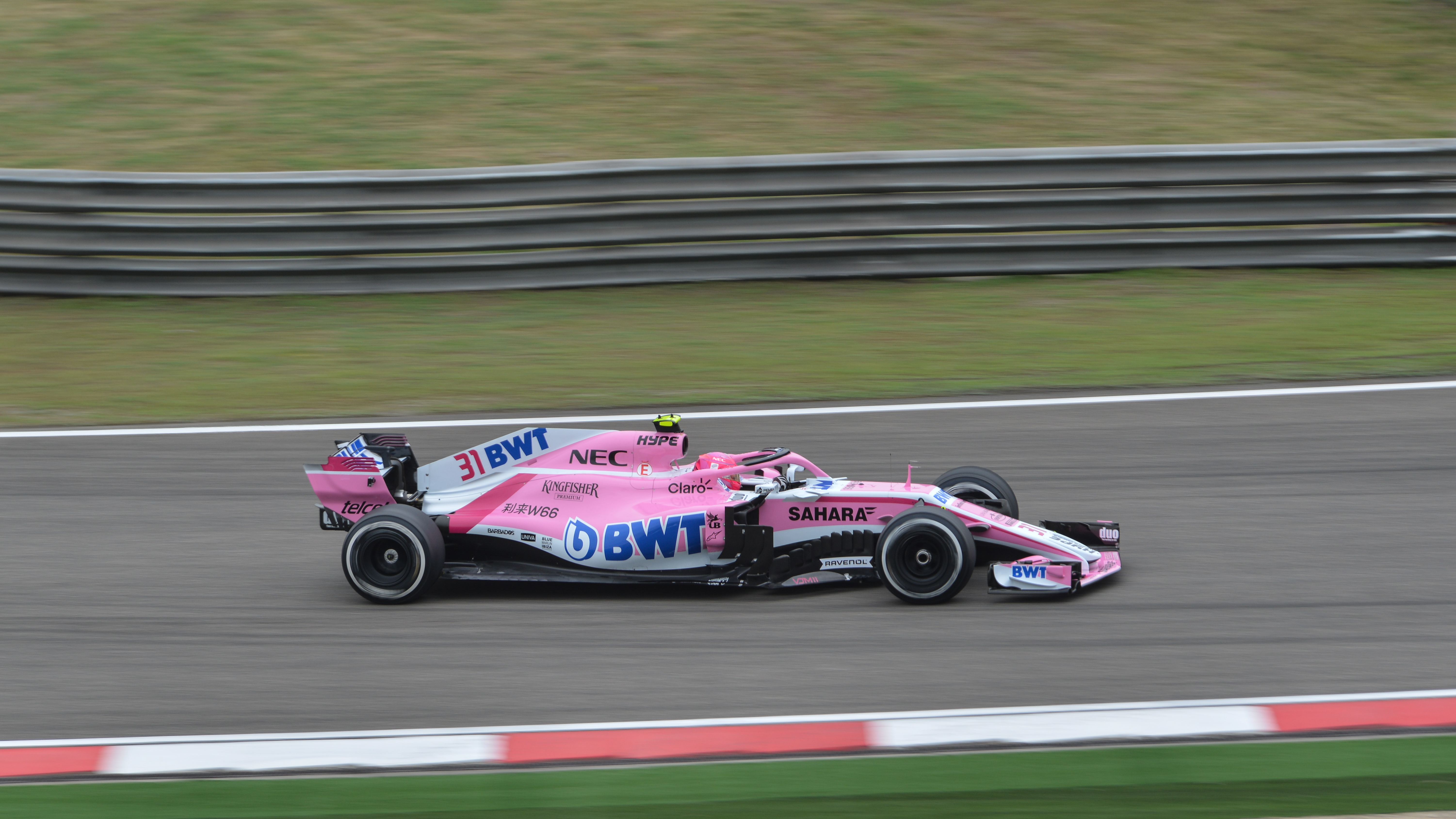
Ocon durante il Gran Premio di Cina 2018.

Ocon fu confermato dalla Force India anche per il 2018, insieme a Sergio Pérez.
L'inizio della stagione non fu facile né per Ocon, né per la squadra: il pilota francese tagliò il traguardo fuori dai punti nell'inaugurale Gran Premio d'Australia, rimanendo nelle retrovie sia in qualifica che in gara. Il Gran Premio del Bahrein vide una parziale ripresa, con Ocon che conquistò il decimo posto dopo essere partito ottavo. In Cina il pilota francese concluse nuovamente fuori dalla zona punti, mentre in Azerbaigian Ocon, qualificatosi settimo, fu coinvolto in un incidente con Kimi Räikkönen nelle fasi iniziali di gara, che lo costrinse al ritiro.
Nel Gran Premio di Spagna Ocon si ritirò per un problema meccanico per la prima volta in carriera. Questa doppia battuta d'arresto fu seguita da due risultati utili consecutivi, frutto di un sesto posto nel Gran Premio di Monaco e di un nono nel Gran Premio del Canada. Nella gara di casa, invece, Ocon dovette nuovamente ritirarsi, in questa occasione per una collisione nel primo giro con i connazionali Romain Grosjean e Pierre Gasly. Nelle successive tre gare riuscì ad andare a punti con il sesto posto in Austria, il settimo in Gran Bretagna e l'ottavo in Germania. Al successivo Gran Premio d'Ungheria, dopo aver ottenuto il diciottesimo posto in qualifica, non riuscì ad andare oltre il tredicesimo posto in gara. Nel Gran Premio del Belgio ottenne un inaspettato terzo posto in una qualifica condizionata dalla pioggia e concluse la gara in sesta posizione. Ottenne lo stesso risultato nel successivo Gran Premio d'Italia, mentre nel Gran Premio di Singapore fu costretto al ritiro appena dopo la partenza, a causa di un contatto col compagno di squadra Sergio Pérez, in seguito al quale si schiantò sulle protezioni che delimitano il tracciato. Ocon chiuse la stagione al 12º posto in classifica con 49 punti.
Il 23 novembre 2018 fu annunciato il suo ingaggio come terzo pilota e riserva della Mercedes per la stagione 2019, oltre che della Racing Point.

#### 2019: terzo pilota per Mercedes e Racing Point
Durante la pausa estiva del campionato di Formula 1 2019, secondo alcune voci, la Mercedes valutò se mantenere Valtteri Bottas per la stagione 2020 o rimpiazzarlo con Ocon.
Il 29 agosto 2019 la Mercedes annunciò la conferma di Bottas e nello stesso giorno Ocon firmò un contratto biennale con la Renault a partire dalla stagione successiva, in sostituzione di Nicolas Hülkenberg.

#### 2020-2024: Renault-Alpine

##### 2020

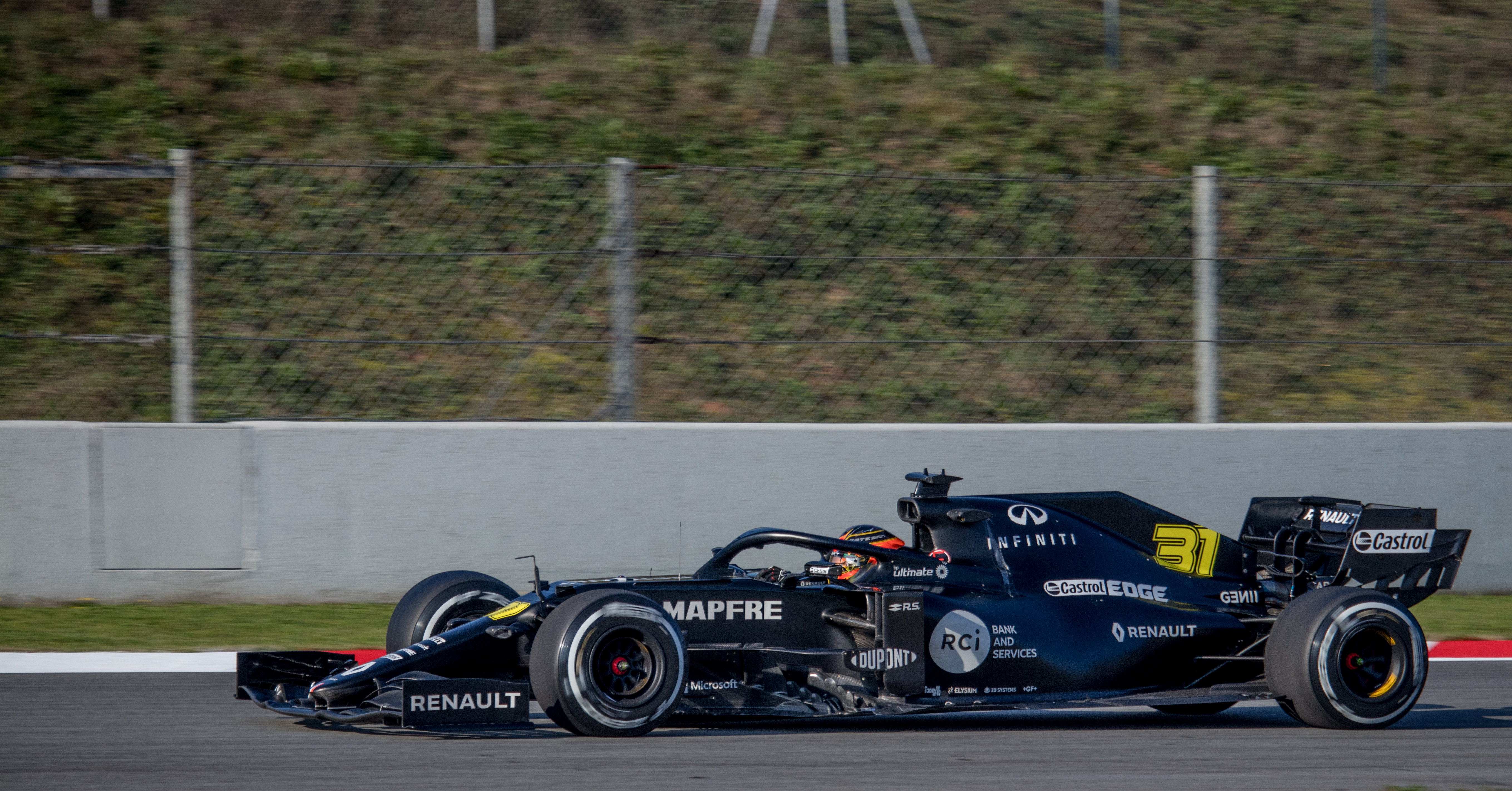
Ocon durante i test prestagionali nel.

Ocon iniziò la stagione 2020 con un piazzamento a punti, chiudendo il Gran Premio d'Austria in ottava posizione. Nel successivo Gran Premio di Stiria Ocon fece segnare il quinto tempo in qualifica, ma dovette ritirarsi per un problema meccanico in gara. Tornò a punti nei Gran Premi di Gran Bretagna e del 70º Anniversario, nei quali tagliò il traguardo rispettivamente in sesta e ottava posizione. A Spa-Francorchamps il pilota francese concluse in quinta posizione, dietro al compagno di squadra Daniel Ricciardo, mentre si classificò ottavo nel Gran Premio d'Italia. Nelle successive cinque gare arrivarono ben tre ritiri, causati da guasti ai freni, al sistema idraulico e all'albero di trasmissione.
Nel Gran Premio di Sakhir terminò la gara in seconda posizione dietro all'ex compagno Pérez, ottenendo il suo miglior risultato e al contempo il suo primo podio nella massima serie. Per la Renault si trattò del miglior piazzamento dal 2010.
Il pilota francese concluse la stagione al dodicesimo posto in classifica con 62 punti, molto staccato dal compagno di squadra.

##### 2021

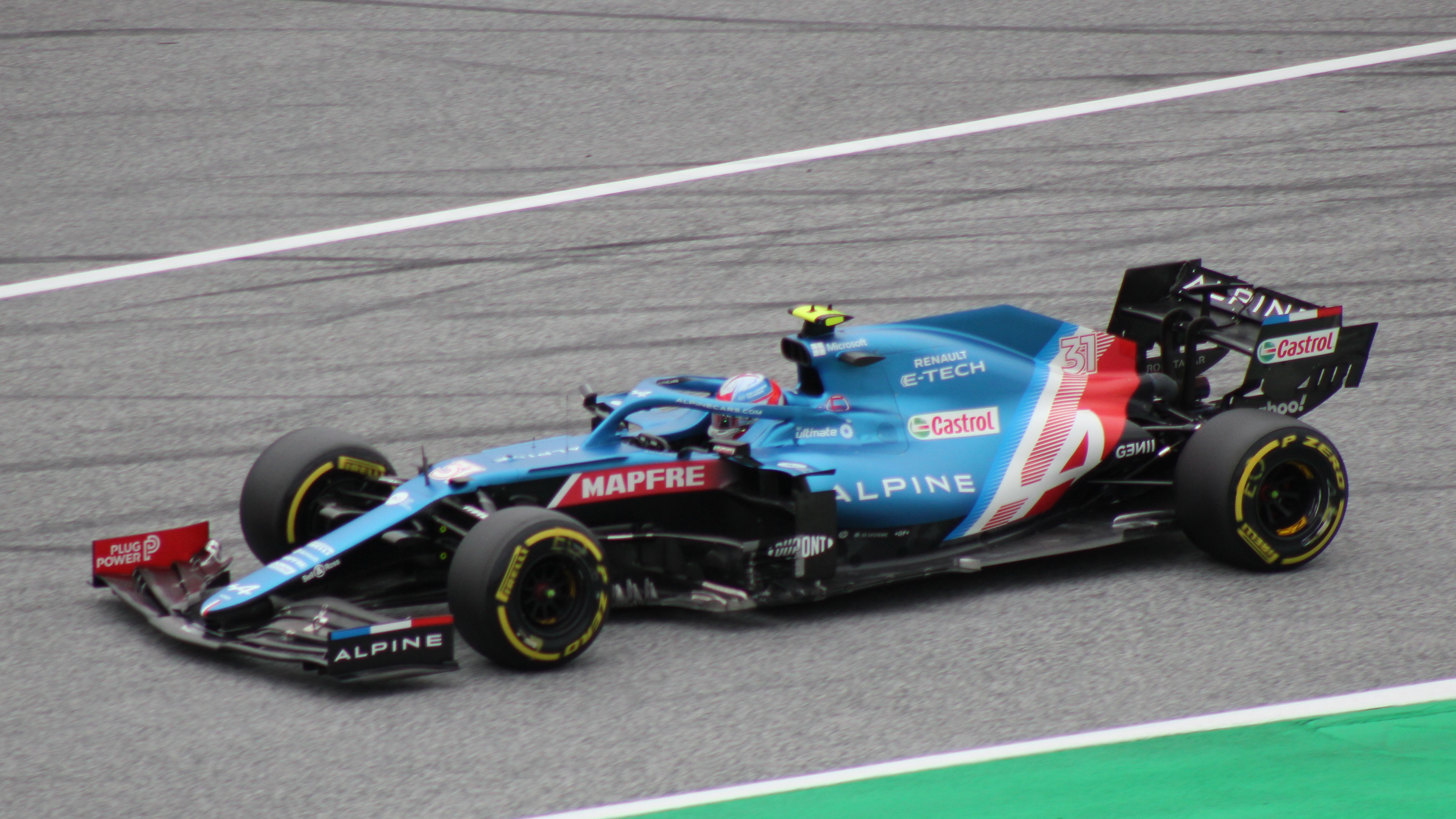
Esteban Ocon al Gran Premio d'Austria 2021.

Confermato dalla scuderia francese (ribattezzata Alpine), per il 2021 Ocon fu affiancato dal rientrante due volte campione del mondo Fernando Alonso. Dopo una difficile gara in Bahrein, condizionata da una bandiera gialla durante le qualifiche e da un tamponamento subito da Sebastian Vettel, Ocon iniziò una serie di piazzamenti a punti, con un settimo posto nel Gran Premio del Portogallo come miglior risultato. Il 16 giugno venne annunciato il rinnovo di Ocon fino al 2024 con il suo team, Alpine. Nelle tre gare successive Ocon non fece segnare punti: chiuse infatti in quattordicesima posizione sia il Gran Premio di Francia che il Gran Premio di Stiria, ritirandosi in Austria. Tornò a punti nel Gran Premio di Gran Bretagna, giungendo nono.
Nel movimentato Gran Premio d'Ungheria Ocon conquistò la sua prima vittoria in Formula 1. Qualificatosi ottavo, approfittò di alcune collisioni in partenza per inserirsi in seconda posizione, conquistando poi il comando in seguito all'errata decisione di Lewis Hamilton di non montare immediatamente gomme da asciutto alla ripartenza della gara dopo la sospensione con bandiera rossa. Ocon resistette alla pressione di Sebastian Vettel (poi squalificato) e rimase in testa fino alla fine, cogliendo la sua prima affermazione in Formula 1. Nelle cinque gare seguenti ottenne altri quattro piazzamenti a punti, consolidando la sua undicesima posizione in classifica piloti. Dopo alcune gare con risultati meno positivi, nelle ultime tre gare della stagione Ocon conquistò tre piazzamenti utili, tra i quali un quarto posto in Arabia Saudita, in cui perse il podio nell'ultima curva dell'ultimo giro, e chiuse la stagione con un nono posto ad Abu Dhabi raggiungendo così l'undicesimo posto in classifica generale.

##### 2022

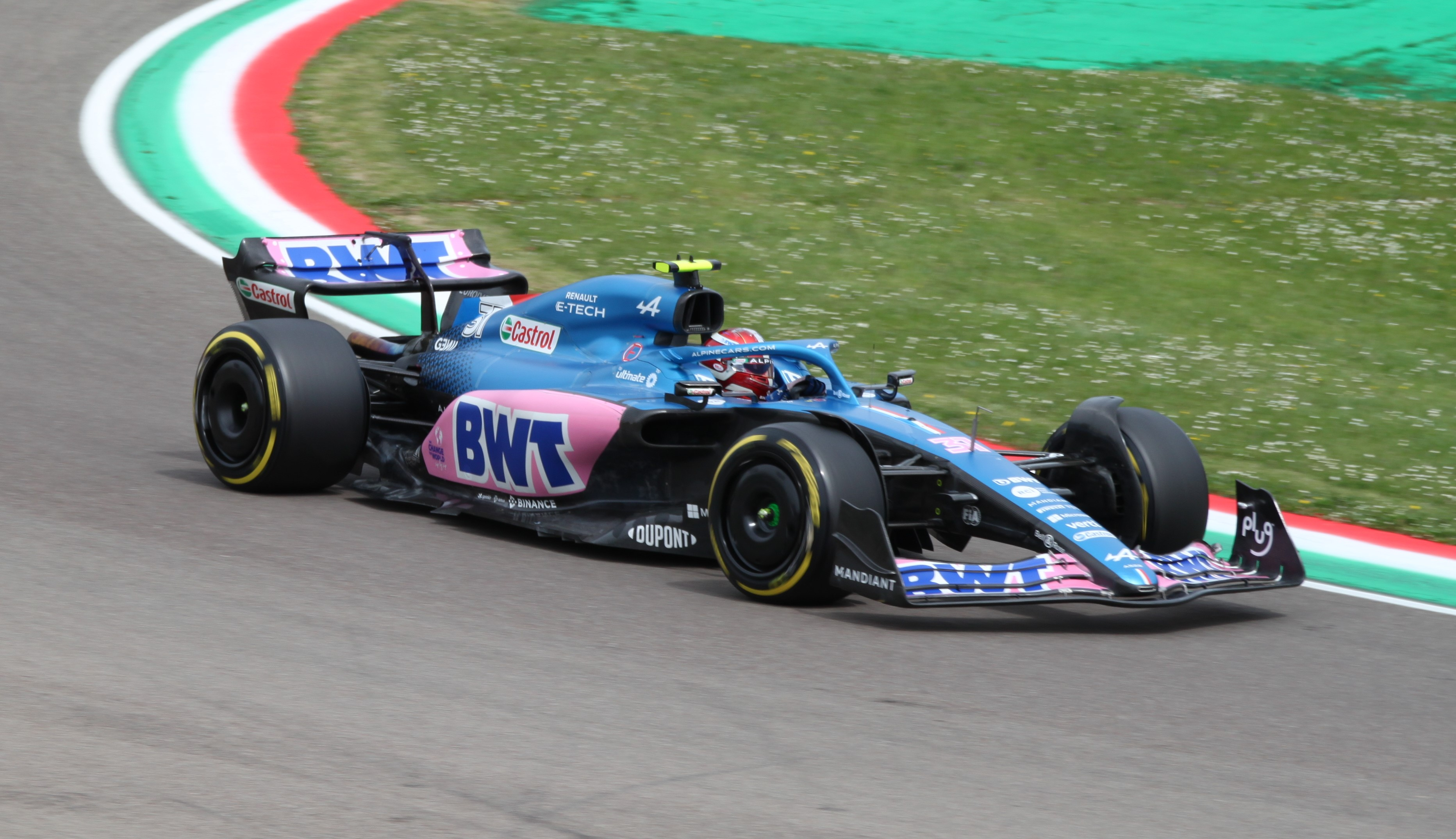
Esteban Ocon al Gran Premio dell'Emilia-Romagna 2022.

Confermato in Alpine insieme ad Alonso per il 2022, inizia la stagione con una striscia di tre risultati utili (due settimi e un sesto posto). Dopo un deludente Gran Premio dell'Emilia-Romagna chiuso fuori dalla zona punti compie un'ottima gara a Miami dove giunge ottavo al traguardo dopo essere partito ultimo. Nel Gran Premio del Canada Ocon eguaglia il suo miglior piazzamento stagionale, arrivando sesto, mentre in Austria lo migliora giungendo quinto. Nelle quattro gare successive si piazza sempre in zona punti, ma sempre dietro al compagno di squadra Alonso. Dopo due gare fuori dai punti ottiene un ottimo quarto posto nel Gran Premio del Giappone, resistendo per tutta la corsa agli attacchi costanti del sette volte campione del mondo Lewis Hamilton. Nelle ultime tre gare si piazza sempre in zona punti, chiudendo l'annata all'ottavo posto in classifica con 92 punti.

##### 2023
Ocon viene confermato dal team e viene affiancato dal connazionale Pierre Gasly. Dopo il ritiro nell'esordio in Bahrein ottiene i primi punti stagionali con l'ottavo posto nel Gran Premio d'Arabia Saudita. Nel Gran Premio d'Australia, ottiene il suo secondo ritiro, Ocon è coinvolto in un incidente proprio con il compagno di squadra negli ultimi giri della corsa. Ritorna a punti a Miami dove conclude nono.
Al Gran Premio di Monaco fa un ottimo tempo e si qualifica quarto, ma a causa di una penalità in griglia inflitta a Charles Leclerc parte terzo, posizione che, grazie ad un buon passo gara, alla mancanza di errori e alle poche possibilità di sorpasso che il circuito offre, riesce a mantenere fino alla fine della gara, salendo sul podio per la terza volta in carriera.
Si ritira per la sesta volta in stagione al Gran Premio degli Stati Uniti d'America, più di qualsiasi altro pilota. Conclude l'annata con due decimi posti, un ottimo quarto posto a Las Vegas e un anonimo dodicesimo posto ad Abu Dhabi.
Termina la stagione al dodicesimo posto in classifica con 58 punti, quattro punti dietro al compagno di squadra Gasly.

##### 2024

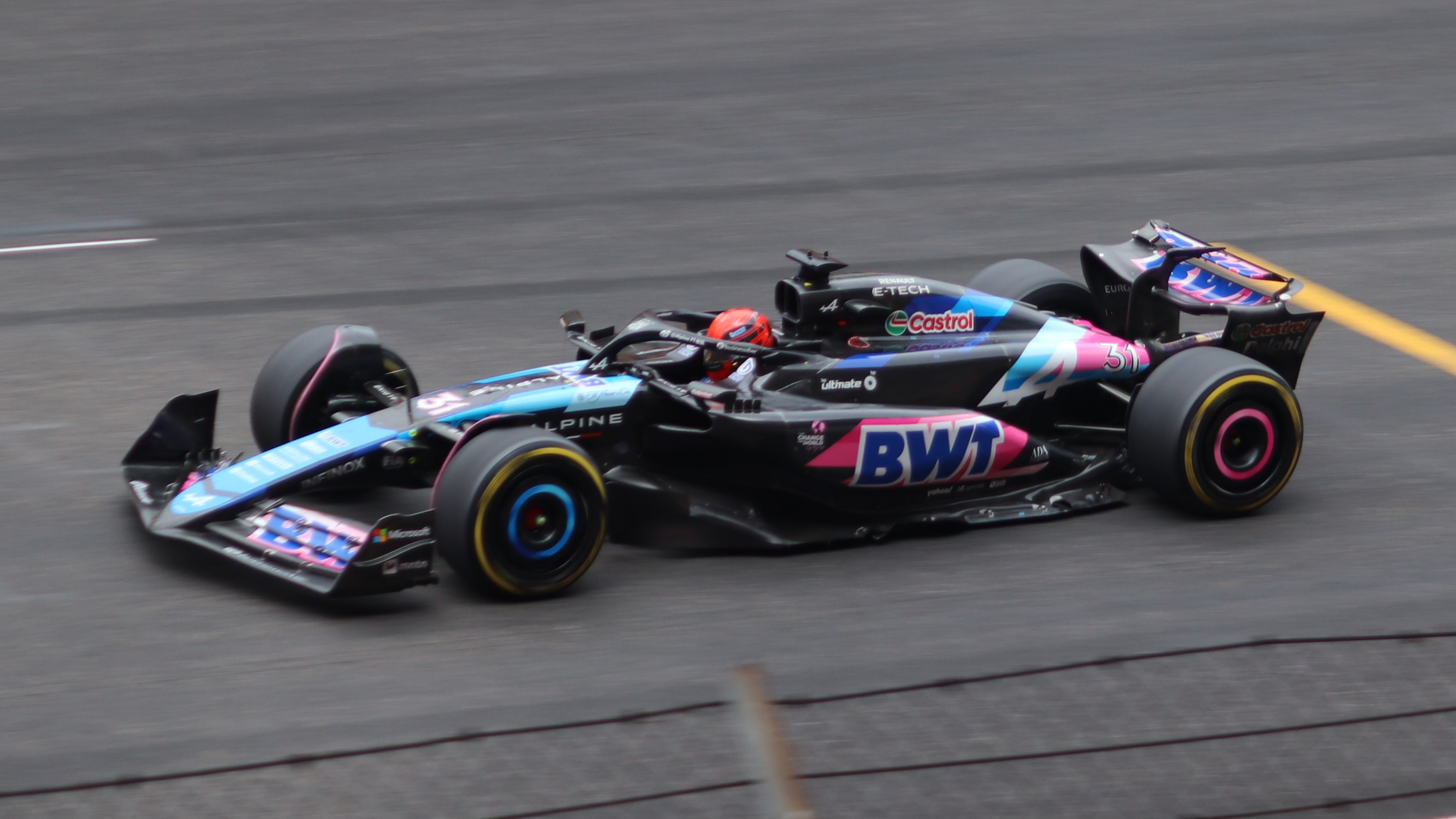
Esteban Ocon al Gran Premio di Cina 2024.

Nel 2024 l'Alpine risulta poco competitiva, sia Ocon e il suo compagno Pierre Gasly sono costretti a lottare nelle posizioni di coda per le prime gare della stagione, solo nel Gran Premio di Miami arriva il primo punto del pilota francese chiudendo decimo. Nel Gran Premio di Monaco si ritira dopo un incidente al primo giro con il suo compagno di team; per questa manovra Ocon viene molto criticato e pochi giorni dopo, il 3 giugno, Ocon e l'Alpine annunciano la separazione al termine della stagione. Nel Gran Premio di San Paulo torna sul podio arrivando secondo davanti al suo compagno di team. Il pilota francese lascia la scuderia con un Gran Premio d'anticipo, venendo sostituito da Jack Doohan. 
Il 25 luglio 2024 viene annunciato che il pilota francese ha firmato un contratto con la Haas a partire dalla stagione 2025.

#### 2025-: l'esperienza in Haas

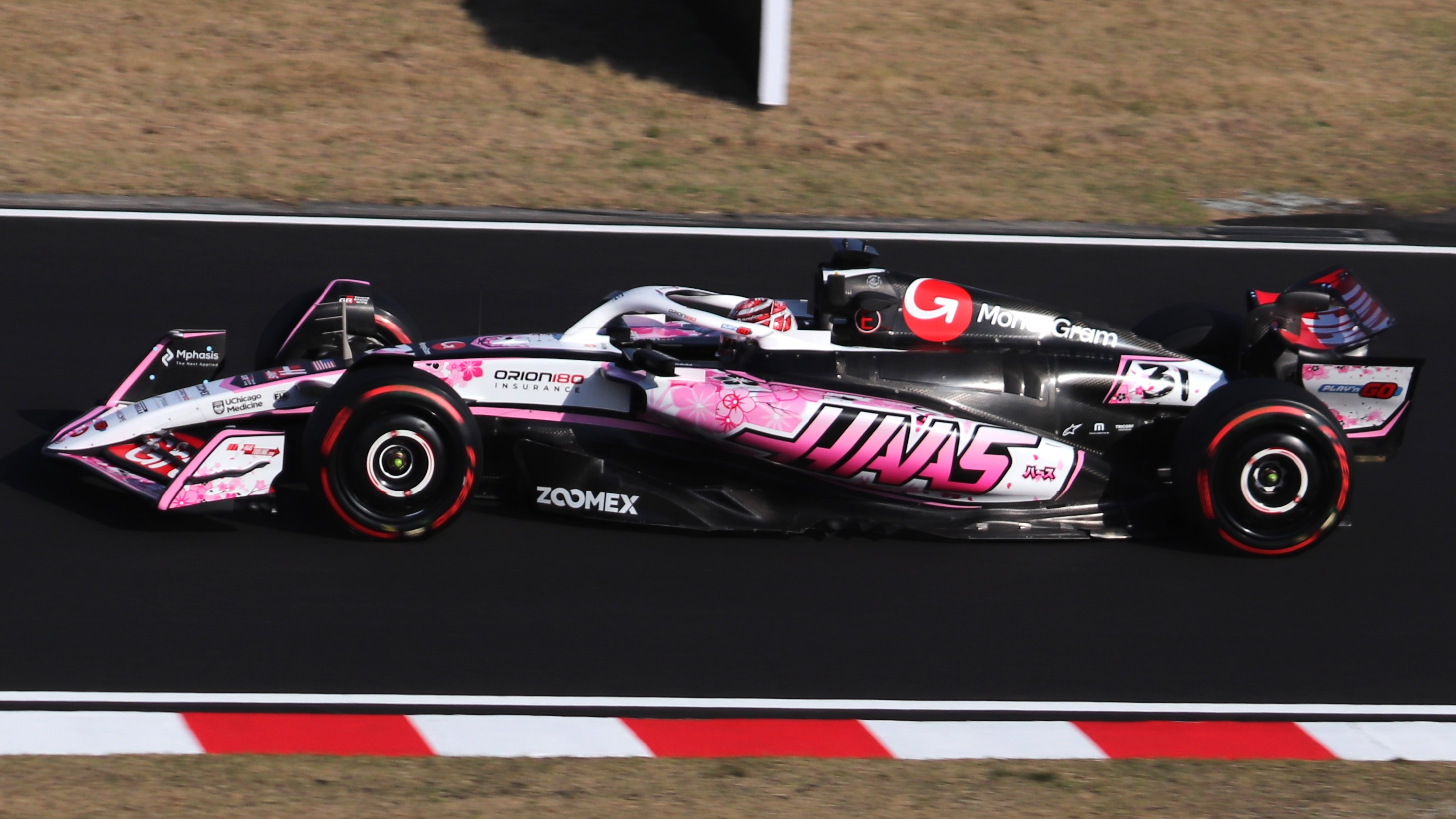
Esteban Ocon al Gran Premio del Giappone 2025.

Ocon inizia la stagione, in coppia col rookie Oliver Bearman, con un tredicesimo posto in Australia, al quale fa poi seguito un ottimo quinto posto in Cina, sfruttando anche le squalifiche dei due piloti Ferrari giunti davanti a lui. Successivamente arriva diciottesimo e fuori dai punti in Giappone e quattordicesimo in Arabia Saudita, risultati intervallati da un altro piazzamento a punti in Bahrein, giungendo ottavo al traguardo.

## Risultati

### Riepilogo
| Stagione | Campionato                       | Team                                   | Gare         | Vittorie     | Pole         | GPV          | Podi         | Punti        | Pos.         |
| -------- | -------------------------------- | -------------------------------------- | ------------ | ------------ | ------------ | ------------ | ------------ | ------------ | ------------ |
| 2012     | Eurocup Formula Renault 2.0      | Koiranen Motorsport                    | 14           | 0            | 0            | 0            | 1            | 31           | 14º          |
| 2012     | Formula Renault 2.0 Alps         | Koiranen Motorsport                    | 9            | 0            | 0            | 1            | 2            | 69           | 7º           |
| 2013     | Eurocup Formula Renault 2.0      | ART Junior Team                        | 14           | 2            | 1            | 1            | 5            | 159          | 3º           |
| 2013     | Formula Renault 2.0 NEC          | ART Junior Team                        | 8            | 1            | 0            | 1            | 3            | 122          | 12º          |
| 2013     | Gran Premio di Macao - Formula 3 | Prema Powerteam                        | 2            | 0            | 0            | 0            | 0            | N/A          | 10º          |
| 2014     | F3 Europea                       | Prema Powerteam                        | 33           | 9            | 15           | 7            | 21           | 478          | 1º           |
| 2014     | Formula Renault 3.5 Series       | Comtec Racing                          | 3            | 0            | 0            | 0            | 0            | 2            | 23º          |
| 2014     | Formula 1                        | Lotus F1                               | Collaudatore | Collaudatore | Collaudatore | Collaudatore | Collaudatore | Collaudatore | Collaudatore |
| 2015     | GP3 Series                       | ART Grand Prix                         | 18           | 1            | 3            | 5            | 14           | 253          | 1º           |
| 2015     | DTM                              | Mercedes AMG                           | Riserva      | Riserva      | Riserva      | Riserva      | Riserva      | Riserva      | Riserva      |
| 2015     | Formula 1                        | Force India                            | Collaudatore | Collaudatore | Collaudatore | Collaudatore | Collaudatore | Collaudatore | Collaudatore |
| 2016     | Formula 1                        | Renault Sport Formula One Team         | Terzo pilota | Terzo pilota | Terzo pilota | Terzo pilota | Terzo pilota | Terzo pilota | Terzo pilota |
| 2016     | DTM                              | Mercedes AMG                           | 10           | 0            | 0            | 0            | 0            | 2            | 26º          |
| 2016     | Formula 1                        | Manor Racing MRT                       | 9            | 0            | 0            | 0            | 0            | 0            | 23º          |
| 2017     | Formula 1                        | Force India                            | 20           | 0            | 0            | 0            | 0            | 87           | 8º           |
| 2018     | Formula 1                        | Force India / Racing Point Force India | 21           | 0            | 0            | 0            | 0            | 49           | 12º          |
| 2019     | Formula 1                        | Mercedes AMG                           | Terzo pilota | Terzo pilota | Terzo pilota | Terzo pilota | Terzo pilota | Terzo pilota | Terzo pilota |
| 2019     | Formula 1                        | Racing Point                           | Terzo pilota | Terzo pilota | Terzo pilota | Terzo pilota | Terzo pilota | Terzo pilota | Terzo pilota |
| 2020     | Formula 1                        | Renault                                | 17           | 0            | 0            | 0            | 1            | 62           | 12º          |
| 2021     | Formula 1                        | Alpine                                 | 20           | 1            | 0            | 0            | 1            | 74           | 11º          |
| 2022     | Formula 1                        | Alpine                                 | 22           | 0            | 0            | 0            | 0            | 92           | 8º           |
| 2023     | Formula 1                        | Alpine                                 | 22           | 0            | 0            | 0            | 1            | 58           | 12º          |
| 2024     | Formula 1                        | Alpine                                 | 23           | 0            | 0            | 1            | 1            | 23           | 14º          |
| 2025     | Formula 1                        | Haas                                   | 13           | 0            | 0            | 0            | 0            | 23*          |              |

### Risultati in Formula 3 Europea
(legenda) (Le gare in grassetto indicano la pole position) (Le gare in corsivo indicano Gpv)
| Stagione | Team            | 1   | 2   | 3   | 4   | 5   | 6   | 7   | 8   | 9   | 10  | 11  | 12  | 13  | 14  | 15  | 16  | 17  | 18  | 19  | 20  | 21  | 22  | 23  | 24  | 25  | 26  | 27  | 28  | 29  | 30  | 31  | 32  | 33  | Punti | Pos. |
| -------- | --------------- | --- | --- | --- | --- | --- | --- | --- | --- | --- | --- | --- | --- | --- | --- | --- | --- | --- | --- | --- | --- | --- | --- | --- | --- | --- | --- | --- | --- | --- | --- | --- | --- | --- | ----- | ---- |
| 2014     | Prema Powerteam | SIL | SIL | SIL | HOC | HOC | HOC | PAU | PAU | PAU | HUN | HUN | HUN | SPA | SPA | SPA | NOR | NOR | NOR | MSC | MSC | MSC | RBR | RBR | RBR | NÜR | NÜR | NÜR | IMO | IMO | IMO | HOC | HOC | HOC | 478   | 1º   |
| 2014     | Prema Powerteam | 2   | 1   | 3   | 9   | 1   | 2   | 1   | 2   | 2   | 2   | 1   | 1   | Rit | 2   | 2   | 2   | 14  | 2   | 1   | 1   | 1   | 13  | Rit | 13  | 6   | 3   | Rit | 1   | 4   | 3   | 7   | 4   | 7   | 478   | 1º   |

### Risultati in GP3 Series
| Stagione | Team           | 1   | 2   | 3   | 4   | 5   | 6   | 7   | 8   | 9   | 10  | 11  | 12  | 13  | 14  | 15  | 16  | 17  | 18  | punti | pos. |
| -------- | -------------- | --- | --- | --- | --- | --- | --- | --- | --- | --- | --- | --- | --- | --- | --- | --- | --- | --- | --- | ----- | ---- |
| 2015     | ART Grand Prix | CAT | CAT | RBR | RBR | SIL | SIL | HUN | HUN | SPA | SPA | MNZ | MNZ | SOC | SOC | BAH | BAH | YMC | YMC | 253   | 1º   |
| 2015     | ART Grand Prix | 1   | 7   | 3   | SQ  | 6   | 2   | 2   | 2   | 2   | 2   | 2   | 2   | 2   | 2   | 3   | 2   | 4   | 3   | 253   | 1º   |

### Risultati nel DTM
(legenda) (Le gare in grassetto indicano la pole position) (Le gare in corsivo indicano Gpv)
| Stagione | Team          | Vettura              | 1   | 2   | 3   | 4   | 5   | 6   | 7   | 8   | 9   | 10  | 11  | 12  | 13  | 14  | 15  | 16  | 17  | 18  | Punti | Pos. |
| -------- | ------------- | -------------------- | --- | --- | --- | --- | --- | --- | --- | --- | --- | --- | --- | --- | --- | --- | --- | --- | --- | --- | ----- | ---- |
| 2016     | Mercedes-Benz | Mercedes-AMG C63 DTM | HOC | HOC | RBR | RBR | LAU | LAU | NOR | NOR | ZAN | ZAN | MSC | MSC | NÜR | NÜR | HUN | HUN | HOC | HOC | 2     | 26º  |
| 2016     | Mercedes-Benz | Mercedes-AMG C63 DTM | Rit | Rit | 20  | 18  | 23  | 15  | Rit | 13  | 9   | 18  |     |     |     |     |     |     |     |     | 2     | 26º  |

### Risultati in Formula 1
| 2016 | Scuderia      | Vettura      |  |  |  |  |    |  |  |  |  |    |    |    |    |    |    |    |    |    |    |    |    |  |  |  | Punti | Pos. |
| ---- | ------------- | ------------ |  |  |  |  | -- |  |  |  |  | -- | -- | -- | -- | -- | -- | -- | -- | -- | -- | -- | -- |  |  |  | ----- | ---- |
| 2016 | Renault Manor | R.S.16 MRT05 |  |  |  |  | SP |  |  |  |  | SP | SP | SP | 16 | 18 | 18 | 16 | 21 | 18 | 21 | 12 | 13 |  |  |  | 0     | 23º  |

| 2017 | Scuderia    | Vettura |    |    |    |   |   |    |   |   |   |   |   |   |   |    |    |   |   |   |     |   |  |  |  |  | Punti | Pos. |
| ---- | ----------- | ------- | -- | -- | -- | - | - | -- | - | - | - | - | - | - | - | -- | -- | - | - | - | --- | - |  |  |  |  | ----- | ---- |
| 2017 | Force India | VJM10   | 10 | 10 | 10 | 7 | 5 | 12 | 6 | 6 | 8 | 8 | 9 | 9 | 6 | 10 | 10 | 6 | 6 | 5 | Rit | 8 |  |  |  |  | 87    | 8º   |

| 2018 | Scuderia    | Vettura |    |    |    |     |     |   |   |     |   |   |   |    |   |   |     |   |   |    |    |    |     |  |  |  | Punti | Pos. |
| ---- | ----------- | ------- | -- | -- | -- | --- | --- | - | - | --- | - | - | - | -- | - | - | --- | - | - | -- | -- | -- | --- |  |  |  | ----- | ---- |
| 2018 | Force India | VJM11   | 12 | 10 | 11 | Rit | Rit | 6 | 9 | Rit | 6 | 7 | 8 | 13 | 6 | 6 | Rit | 9 | 9 | SQ | 11 | 14 | Rit |  |  |  | 49    | 12º  |

| 2020 | Scuderia | Vettura |   |     |    |   |   |    |   |   |     |   |     |   |     |    |   |   |   |  |  |  |  |  |  |  | Punti | Pos. |
| ---- | -------- | ------- | - | --- | -- | - | - | -- | - | - | --- | - | --- | - | --- | -- | - | - | - |  |  |  |  |  |  |  | ----- | ---- |
| 2020 | Renault  | R.S.20  | 8 | Rit | 14 | 6 | 8 | 13 | 5 | 8 | Rit | 7 | Rit | 8 | Rit | 11 | 9 | 2 | 9 |  |  |  |  |  |  |  | 62    | 12º  |

| 2021 | Scuderia | Vettura |    |   |   |   |   |     |    |    |     |   |   |    |   |    |    |    |     |    |   |   |   |   |  |  | Punti | Pos. |
| ---- | -------- | ------- | -- | - | - | - | - | --- | -- | -- | --- | - | - | -- | - | -- | -- | -- | --- | -- | - | - | - | - |  |  | ----- | ---- |
| 2021 | Alpine   | A521    | 13 | 9 | 7 | 9 | 9 | Rit | 14 | 14 | Rit | 9 | 1 | 7‡ | 9 | 10 | 14 | 10 | Rit | 13 | 8 | 5 | 4 | 9 |  |  | 74    | 11º  |

| 2022 | Scuderia | Vettura |   |   |   |    |   |   |    |    |   |     |    |   |   |   |   |    |     |   |    |   |   |   |  |  | Punti | Pos. |
| ---- | -------- | ------- | - | - | - | -- | - | - | -- | -- | - | --- | -- | - | - | - | - | -- | --- | - | -- | - | - | - |  |  | ----- | ---- |
| 2022 | Alpine   | A522    | 7 | 6 | 7 | 14 | 8 | 7 | 12 | 10 | 6 | Rit | 56 | 8 | 9 | 7 | 9 | 11 | Rit | 4 | 11 | 8 | 8 | 7 |  |  | 92    | 8º   |

| 2023 | Scuderia | Vettura |     |   |    |    |   |   |   |   |     |     |     |   |    |     |     |   |   |     |    |    |   |    |  |  | Punti | Pos. |
| ---- | -------- | ------- | --- | - | -- | -- | - | - | - | - | --- | --- | --- | - | -- | --- | --- | - | - | --- | -- | -- | - | -- |  |  | ----- | ---- |
| 2023 | Alpine   | A523    | Rit | 8 | 14 | 15 | 9 | 3 | 8 | 8 | 147 | Rit | Rit | 8 | 10 | Rit | Rit | 9 | 7 | Rit | 10 | 10 | 4 | 12 |  |  | 58    | 12º  |

| 2024 | Scuderia | Vettura |    |    |    |    |    |    |    |     |    |    |    |    |    |   |    |    |    |    |    |    |   |    |     |  | Punti | Pos. |
| ---- | -------- | ------- | -- | -- | -- | -- | -- | -- | -- | --- | -- | -- | -- | -- | -- | - | -- | -- | -- | -- | -- | -- | - | -- | --- |  | ----- | ---- |
| 2024 | Alpine   | A524    | 17 | 13 | 16 | 15 | 11 | 10 | 14 | Rit | 10 | 10 | 12 | 16 | 18 | 9 | 15 | 14 | 15 | 13 | 18 | 13 | 2 | 17 | Rit |  | 23    | 14º  |

| 2025 | Scuderia | Vettura |    |   |    |   |    |    |     |   |    |   |    |    |     |    |  |  |  |  |  |  |  |  |  |  | Punti | Pos. |
| ---- | -------- | ------- | -- | - | -- | - | -- | -- | --- | - | -- | - | -- | -- | --- | -- |  |  |  |  |  |  |  |  |  |  | ----- | ---- |
| 2025 | Haas     | VF-25   | 13 | 5 | 18 | 8 | 14 | 12 | Rit | 7 | 16 | 9 | 10 | 13 | 155 | 16 |  |  |  |  |  |  |  |  |  |  | 23    |      |

| Legenda | 1º posto     | 2º posto | 3º posto    | A punti         | Senza punti/Non class.  | Grassetto – Pole position Corsivo – Giro più veloce Apice – Risultato Sprint (A punti) |
| Legenda | Squalificato | Ritirato | Non partito | Non qualificato | Solo prove/Terzo pilota | Grassetto – Pole position Corsivo – Giro più veloce Apice – Risultato Sprint (A punti) |

‡ Metà punti assegnati dopo il completamento di meno del 75% della distanza di gara.